# Euchone quadrisegmenta
Euchone quadrisegmenta är en ringmaskart som beskrevs av Zhao, Westheide och Wu 1993. Euchone quadrisegmenta ingår i släktet Euchone och familjen Sabellidae. Inga underarter finns listade i Catalogue of Life.